# Neocalyptrocalyx leprieurii
Neocalyptrocalyx leprieurii är en kaprisväxtart som först beskrevs av John Isaac Briquet, och fick sitt nu gällande namn av Hugh Hellmut Iltis. Neocalyptrocalyx leprieurii ingår i släktet Neocalyptrocalyx och familjen kaprisväxter. Inga underarter finns listade i Catalogue of Life.